# 禪 古古與小黑炭
《禪 古古與小黑炭》（日语：禅 グローグーとマックロクロスケ）是部由日本吉卜力工作室製作，動畫導演近藤勝也所執導，於2022年秋季於Disney+發行之短篇動畫。

## 劇情
古古在坐禪時，周圍突然冒出幾個小黑炭。古古在發現它們後想先離開，但小黑炭們仍跟著他。
在古古對小黑炭們感到疑惑時，對方送給了他一朵美麗的鮮花。古古之後高興地收下對方的鮮花，並在空中畫出一個圓相。

## 過程
《禪 古古與小黑炭》是一部以出現在《星球大戰》網路電視劇《曼達洛人》登場角色古古，以及曾在吉卜力工作室作品《龍貓》、《神隱少女》登場的小黑炭共同登場、交流為題材的短篇動畫，以紀念《曼達洛人》發行三週年。
由於吉卜力工作室的導演宮崎駿和製片人鈴木敏夫，在過去則多次與盧卡斯影業總裁凱斯琳·甘迺迪交流，為了證明兩家工作室長久的友誼，吉卜力工作室同意參與此次動畫的製作，並任命曾參與多部吉卜力工作室電影的近藤勝也為導演。

## 公開
2022年11月10日，吉卜力工作室在官方推特上發布一段包含自家標誌及盧卡斯影業標誌的短片，後續發布一個以古古雕像為特色，背景為模糊的宮崎駿圖像。
雙方工作室之後宣布《禪 古古與小黑炭》於11月12日在Disney+平台上公開，該日期為《曼達洛人》第一季在美國發行3週年的同一天。

## 備註
1. ↑  該圓相由鈴木敏夫親繪。